# Бекенхэм
Бе́кенхэм (англ. Beckenham) ― город в Большом Лондоне, Англия, в пределах района Бромли и исторического графства Кент. Он расположен в 8,4 милях (13,5 км) к юго-востоку от Чаринг-Кросс, к северу от Элмерс-Энда и Иден-парка, к востоку от Пенжа, к югу от Нижнего Сиденхэма и Беллингема и к западу от Бромли и Шортлендса. Согласно переписи 2011 года население составляло 46 844 жителя.
До появления железной дороги в 1857 году Бекенхэм представлял собой небольшую деревню, большая часть её земель была сельской и частной парковой зоной. Джон Барвелл Катор и его семья начали сдавать в аренду и продавать землю для строительства вилл, что привело к быстрому увеличению населения в период с 1850 по 1900 год с 2000 до 26 000 человек. С 1900 года жилищный и демографический рост продолжался.
Сегодня город имеет торговые и промышленные районы, главным образом вокруг изогнутой сети улиц, включающей его главную улицу, и обслуживается тремя главными железнодорожными станциями — девятью в почтовом городе — плюс к его западной периферии две станции трамваев. Как и в остальной части Бромли, крупнейшего по площади района Лондона, в Бекенхеме есть несколько зон отдыха, которые представляют собой смесь спортивных площадок, рыбацких прудов и парков.

## Этимология
Топоним «Бекенхем» впервые засвидетельствован в саксонской хартии 862 года как Biohhahema mearc. Поселение упоминается как Бачехэм в Книге судного дня 1086 года, а в Textus Roffensis как Бекчехэм. Считается, что название происходит от усадьбы Беохи (Беоха + ветчина на древнеанглийском языке). Название небольшого ручья здесь — река Бек — скорее всего, было дано в честь деревни.

## История
Хотя ранняя письменная история мало что говорит об этом районе, археологические находки в Холвуд-парке, где были обнаружены артефакты каменного и бронзового веков, свидетельствуют о существовании первых поселенцев. Здесь располагался римский лагерь, а через район проходила римская дорога от Лондона до Льюиса.
С приходом норманнов поместье Бекенхэм приобрело дополнительное значение, контролируя большую часть того, что является современным Бекенхемом, а другие области были охвачены поместьями Фоксгроув Мэнор, Келси и Лэнгли. Бекенхэм оставался небольшой деревней вплоть до 19-го века. Начало его роста началось после 1825 года, когда начали осваиваться поместья Джона Катора и Питера Баррелла, барона Гвидира. В 1760 году Катор построил Бекенхэм-плейс и стал лордом поместья в 1773 году после покупки поместья Бекенхем у Фредерика Сент-Джона, виконта Болингброка. После смерти Катора в 1806 году его наследники осознали, что район в такой относительной близости к Лондону созрел для развития, особенно после того, как в 1857 году появилась железная дорога, и вокруг нового вокзала начали строиться большие виллы. Широкие дороги и большие сады олицетворяли эти владения, часто построенные застройщиками, приобретавшими землю у Каторов. Питер Баррелл, барон Гвидир, умер в 1820 году, и его поместья были куплены банковской семьёй Хоар и Гудхартами, купившими Лэнгли. Эти поместья были впоследствии разделены и развиты. Поместье Фоксгроув также было разрушено в какой-то момент; его имя увековечено на местной дороге.
В поместье Келси находился особняк, построенный в 1835 году для замены более раннего средневекового строения, хотя сам он был снесён в 1921 году, а территория превратилась в парк Келси. Единственные сохранившиеся здания ― это два коттеджа у входа, внесённые в список памятников архитектуры II степени, которым более 200 лет.
В 1876 году открылось кладбище Бекенхем (первоначально районное кладбище Кристал Пэлас), расположенное к югу от города в Элмерс-Энд.

## Правительство
Муниципальный район Бекенхэм возник в 1935 году. Он занял место Совета городского округа и включал части Хейса и Уэст-Уикхема, ранее входивших в состав Совета сельского округа Бромли. Новый статус района отражал рост Бекенхема менее чем за пятьдесят лет.
До 1965 года Бекенхэм был частью Кента. В 1965 году, в рамках создания Совета Большого Лондона, Городской совет был распущен, и Бекенхэм перешёл под контроль недавно созданного лондонского района Бромли. Советники представляют различные части района Бекенхэм. Управление центром города Бекенхэм координирует деловые интересы в городе.
По сути, город по-прежнему считается частью Кента.

#### Современный Бекенхэм
Сегодня Бекенхем — это пригород Лондона, хотя он сохранил свою индивидуальность и образует самостоятельный город. Он сосредоточен на его непешеходной изогнутой главной улице. Дальнейшие ряды магазинов идут на восток от центра города по Бромли-роуд, на юг по Кройдон-роуд и на запад по Бекенхэм-роуд вокруг станции Clock House, где находится городская библиотека. К северу находится район Нью-Бекенхэм, по сути, жилой пригород самого Бекенхэма.

## Галерея

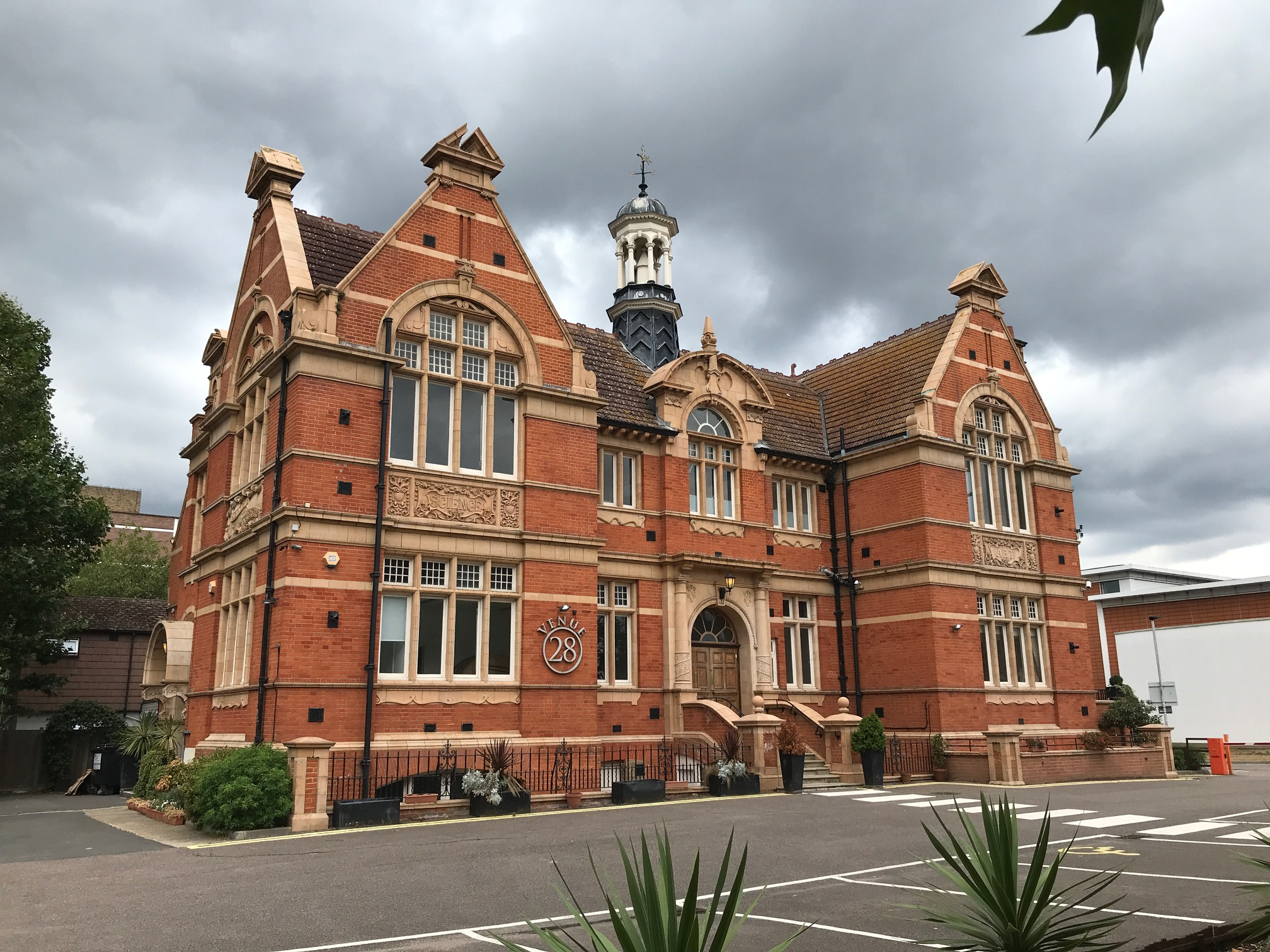
Бывший технический институт Бекенхэма
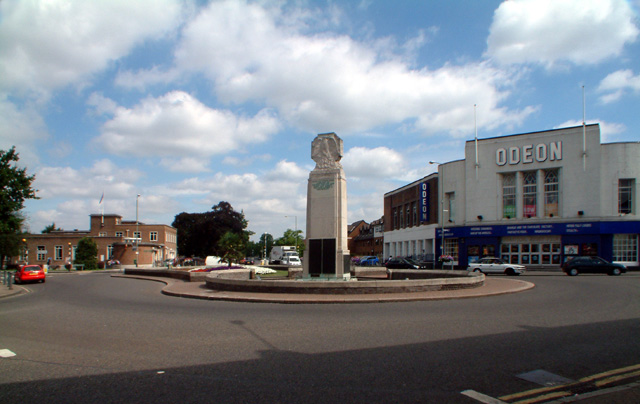
Военный мемориал Бекенхэма
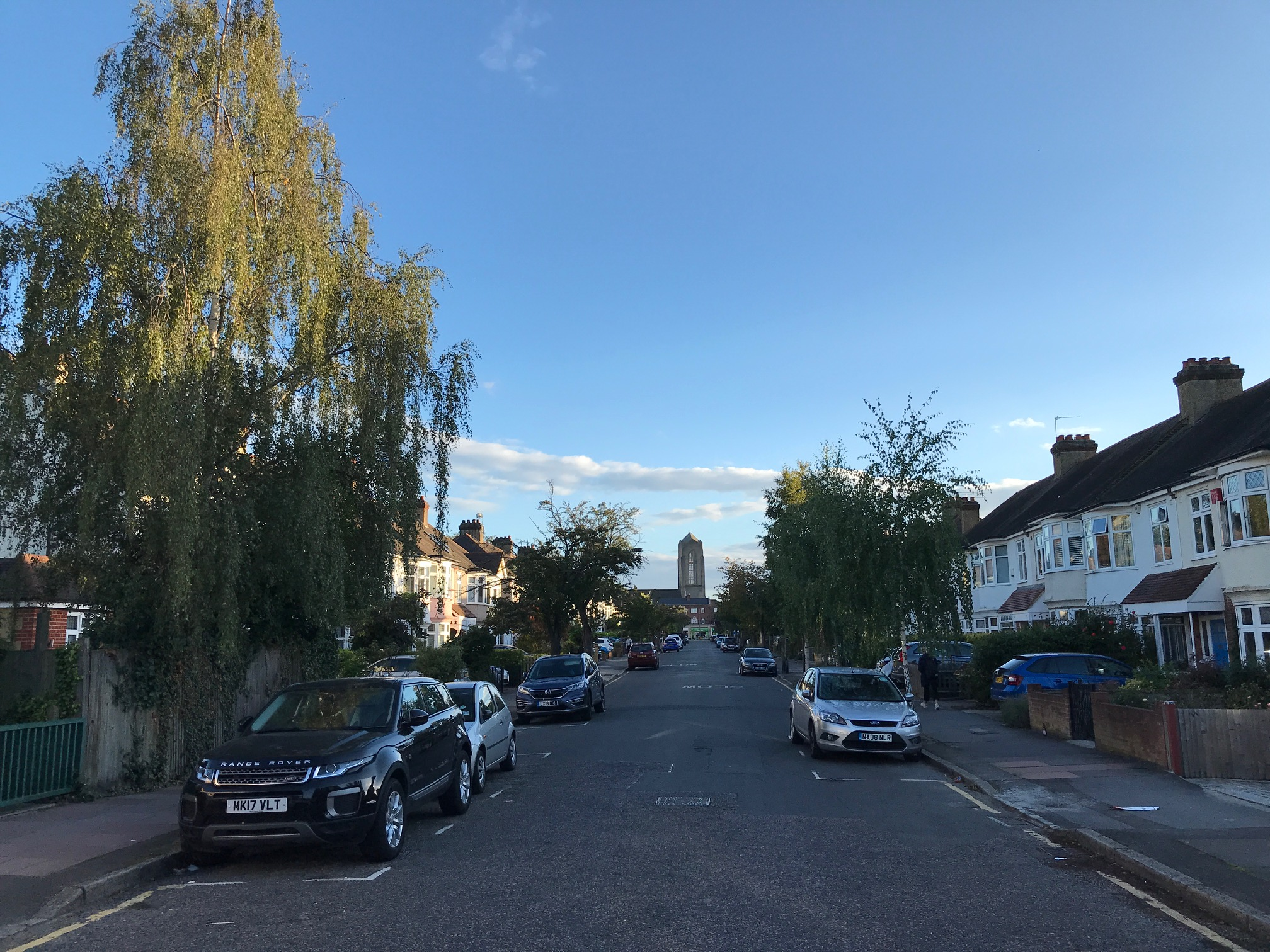
Подъездная дорога, жилая улица рядом с Хай-стрит, с церковью Святого Эдмунда